# Ikebukuro West Gate Park
Ikebukuro West Gate Park (souvent abrégée en IWGP) est une série de romans écrite par Ira Ishida et publiée par Bungeishunjū depuis septembre 1998. Une adaptation en drama de 12 épisodes est diffusée en 2000. Deux adaptations en mangas ont vu le jour. Enfin, une adaptation en anime est diffusée en 2020.

## Synopsis
Le parc qui se trouve aux portes d'Ikebukuro à Tokyo est un monde hors de la société, régi par les gangs et leurs propres lois. Makoto, 19 ans, est proche d'un gang de jeunes connu sous le nom de G-Boys (Makoto est l'ami du dirigeant du groupe, qui lui fait plusieurs fois la demande de rejoindre les G-Boys, toujours en vain). Parmi ses amis, il est réputé pour avoir la tête bien sur les épaules et pouvoir s'en sortir dans toutes sortes de situations.
Makoto fait la connaissance d'un ado de 15 ans, Shun Mizuno, doué en dessin, et de deux filles de son âge. Cependant, alors que débute l'histoire avec l'apparition d'un mystérieux étrangleur (qui tue, entre autres, la petite amie de Makoto, l'une des deux filles qu'il a rencontrées) et la montée en puissance d'un gang rival dans le secteur des G-Boys, les capacités de réflexion et de tempérance de Makoto sont rapidement mises à rude épreuve...

## Roman
Le roman est publié en France par les Éditions Philippe Picquier. Cependant, le volume 3 ne comporte qu'un seul chapitre sur les quatre présents dans l'édition originale, et aucun autre volume ou chapitre n'a été publié en France par la suite.

## Drama

### Distribution
- Tomoya Nagase : Makoto Majima
- Ai Katō : Hikaru
- Yosuke Kubozuka : Takashi (King of G-Boys)
- Aiko Morishita : Ritsuko Majima (Makoto's mother)
- Yamashita Tomohisa : Shun Mizuno
- Kenji Sakaguchi : Yamai (Doberman)
- Shin Yazawa : Chiaki
- Koyuki : Matsui Kana
- Kitaro : Yoshioka
- Ken Watanabe : Yokoyama
- Satoshi Tsumabuki : Saitō Fujio
- Ryuta Sato : Masa
- Kaoru Sugita
- Sadao Abe : Hamaguchi
- Watanabe Tetsu Tetsu (père de Takashi)
- Maehara Kazuki Sakurai (officier de police)
- Tomohiro Waki (member of G-Boys)
- Kazuhiro Nishijima
- Issei Takahashi : Kazunori
- Lotfi Yusef : Ali

### Invités
- Mayo Kawasaki : lui-même
- Wakana Sakai : Nakamura Rika (épisode 1)
- Shun Oguri : Yoshikazu (épisode 2)
- Kenichi Endō : Hidaka-san (a yakuza) (épisodes 3 et 11)
- Seminosuke Murasugi : Satō Tsukasa aka Gomi-san (the stalker) (épisode 5)

## Anime
Le 2 septembre 2019 est annoncée une adaptation animée des romans de Ira Ishida. La production s'est faite au sein du studio japonais Doga Kobo avec une réalisation de Tomoaki Koshida, une production de Hajime Kamata, un scénario de Fumihiko Shimo, un character design de Junichirō Taniguchi ainsi que des compositions de Daijirō Nakagawa et Ryūichi Takada. La série devait initialement être présentée en juillet 2020 mais a été retardée en raison de la pandémie de COVID-19,. Finalement, les premières diffusions se sont déroulées du 6 octobre 2020 au 22 décembre 2020. La série compte une saison de 12 épisodes. Dans les pays francophones, la série est diffusée en simulcast par Wakanim.
THE PINBALLS ont interprété le thème d'ouverture "Needle Knot", tandis qu'INNOSENT in FORMAL a interprété le thème de fin "after song".

### Liste des épisodes
| No | Titre français | Titre japonais                                                         | Titre japonais                  | Date de 1re diffusion |
| No | Titre français | Kanji                                                                  | Rōmaji                          | Date de 1re diffusion |
| -- | -------------- | ---------------------------------------------------------------------- | ------------------------------- | --------------------- |
| 1  |                | 北口スモークタワー (ou 池袋ウエストゲートパーク)                       | Kitaguchi Sumōku Tawā           | 6 octobre 2020        |
| 2  |                | 西一番街ブラックバイト (ou 池袋ウエストゲートパーク)                   | Nishī Ichibangai Burakku Baito  | 13 octobre 2020       |
| 3  |                | ゼタムーバー＠芸術劇場 (ou 池袋ウエストゲートパーク)                   | Zetamūbā @ Geijutsu Gekijō      | 20 octobre 2020       |
| 4  |                | ワルツ・フォー・ベビー (ou 池袋ウエストゲートパーク)                   | Warutsu Fō Bebī                 | 27 octobre 2020       |
| 5  |                | ドラゴン・ティアーズ (ou 池袋ウエストゲートパーク)                     | Doragon Tiāzu                   | 3 novembre 2020       |
| 6  |                | Gボーイズ冬戦争・前編 (ou 池袋ウエストゲートパーク)                    | G-Bōizu Fuyu Sensō Zenpen       | 10 novembre 2020      |
| 7  |                | Gボーイズ冬戦争・後編 (ou 池袋ウエストゲートパーク)                    | G-Bōizu Fuyu Sensō Kōhen        | 17 novembre 2020      |
| 8  |                | 千川フォールアウト・マザー (ou 池袋ウエストゲートパーク)               | Senkawa Fōru Auto Mazā          | 24 novembre 2020      |
| 9  |                | 憎悪のパレード (ou 池袋ウエストゲートパーク)                           | Zōo no Parēdo                   | 1er décembre 2020     |
| 10 |                | 野獣とリユニオン (ou 池袋ウエストゲートパーク)                         | Yajū to Riyunion                | 8 décembre 2020       |
| 11 |                | サンシャイン通り内戦シビルウォー・前編 (ou 池袋ウエストゲートパーク)   | Sanshain-dōri Shibiru Wō Zenpen | 15 décembre 2020      |
| 12 |                | サンシャイン通り内戦シヴィルウォー・後編 (ou 池袋ウエストゲートパーク) | Sanshain-dōri Shiviru Wō Kōhen  | 22 décembre 2020      |